# Quentin Tarantino
Quentin Jerome Tarantino (Knoxville, Tennessee, 27 de marzo de 1963) es un director de cine, productor, guionista, editor y actor estadounidense.
Su carrera comenzó a finales de la década de 1980, cuando escribió y dirigió My Best Friend's Birthday —cortometraje cuyo guion sería la base del argumento de la película True Romance, de Tony Scott (1993) y que fue parcialmente destruido durante un incendio—. En 1992 inició su carrera como cineasta independiente con el estreno de Reservoir Dogs, considerada por la revista Empire como «la mejor película independiente de todos los tiempos».Su éxito no hizo sino crecer con su segundo largometraje, Pulp Fiction (1994), una comedia negra antológica que fue aplaudida por la crítica y por el público, y se volvió una pieza fundamental de la cultura popular.El semanario Entertainment Weekly la designó como la mejor película estrenada entre 1983 y 2008, y algunos críticos del British Film Institute la colocaron en el número 127 de las mejores películas de todos los tiempos.En Jackie Brown (1997), Tarantino rindió homenaje al género blaxploitation.
Seis años después, en la película Kill Bill (2003-2004), Tarantino ofreció, dividido en dos partes, un relato de venganza que aúna tradiciones cinematográficas del cine de kung-fu, las artes marciales japonesas, el spaghetti western y el giallo. En 2007 dirigió Death Proof, junto a su amigo Robert Rodriguez, y dos años después estrenó un proyecto largamente pospuesto y bien valorado por la crítica, Inglourious Basterds, que cuenta una ucronía sobre dos planes distintos para asesinar a los líderes políticos de la Alemania nazi.En 2012, con Django Unchained, Tarantino filmó su homenaje al wéstern, centrado en el mundo esclavista del sur de los Estados Unidos justo antes de la Guerra de Secesión, y que con una recaudación de 425 millones de dólares se alzó como su película con mayores ganancias en taquilla. En su octavo largometraje, The Hateful Eight (2015), rinde homenaje a las películas wéstern de gran presupuesto de 1960 y 1970, además de haber sido rodada en 70 mm. Cuatro años después, Tarantino regresaría a lo grande con Once Upon a Time in Hollywood (2019). La historia se centra en la vida del actor de Hollywood venido a menos, Rick Dalton (Leonardo DiCaprio), y la de su amigo y doble de acción, Cliff Booth (Brad Pitt). De manera paralela a la trama principal, se narran fragmentos de la vida de la actriz Sharon Tate (Margot Robbie) y de los miembros del culto la Familia Manson, liderada por Charles Manson.
El cine de Tarantino ha sido elogiado por la crítica y ha gozado del favor del público general, lo que lo ha convertido en un éxito comercial.Por ello, ha recibido numerosos galardones, como dos premios Óscar, dos Globos de Oro, dos premios BAFTA y la Palma de Oro del Festival de Cannes. En 2005 la revista Time lo incluyó en su lista de las 100 personas más influyentes y el cineasta e historiador Peter Bogdanovich también afirmó que es «el director más influyente de su generación».En diciembre de 2015, Tarantino recibió una estrella en el paseo de la fama de Hollywood por sus contribuciones a la industria del cine.

## Primeros años
Nació en Knoxville, Tennessee, en 1963, hijo de Tony Tarantino, actor y músico amateur nacido en Queens, y Connie McHugh, una enfermera. Su padre es de ascendencia italiana (su bisabuelo era originario de Palermo) y su madre es de ascendencia inglesa, irlandesa y alemana; Tarantino ha afirmado que posee ascendencia cheroqui por parte materna, aunque esto no ha sido verificado. El nombre de Tarantino hace referencia a un personaje de una serie de televisión, el herrero mestizo Quint interpretado por Burt Reynolds en Gunsmoke. Fue criado por su madre, ya que sus padres se separaron antes de nacer. Cuando tenía dos años, se trasladaron a Torrance, al sur de Los Ángeles, y más tarde al barrio de Harbor City, donde asistió a la escuela superior Fleming Junior en Lomita, y tomó clases de teatro. En su barrio había una mezcla de gente de diferentes razas por lo que estuvo expuesto a una gran variedad de influencias cinematográficas y de culturas populares, como por ejemplo las películas de artes marciales, que se seguían poniendo en los barrios negros después de que la fiebre del kung-fu se trasladara a otros sitios. Tarantino se las apañó para seguir viéndolas hasta bien entrados los años 70. Asistió a la escuela superior de Narbonne en Harbor City durante un año antes de abandonarla a los 15 años para dedicarse a tiempo completo a tomar clases de interpretación en la James Best Theater Company en Toluca Lake.
Se puso a trabajar en el videoclub Video Archives en Manhattan Beach junto a otros entusiastas del cine, entre ellos Roger Avary, donde discutían de cine y de las recomendaciones a los clientes. Prestó mucha atención a los tipos de películas que le gustaba alquilar a la gente y ha citado la experiencia como fuente de inspiración para su carrera como director. El propio Tarantino ha dicho: "Cuando la gente me pregunta si fui a la escuela de cine les digo: no, fui al cine‘".

## Carrera cinematográfica
Empezó a escribir junto con Roger Avary y otros amigos, pasó varios frustrantes años escribiendo e intentando poner en marcha dos guiones que pretendían ser su debut como director. En parte como consecuencia de lo difícil que resultaba poder hacer una "película de verdad" para un escritor desconocido como director, escribió en 1991 Reservoir Dogs, con la intención de que fuera el proyecto más minimalista que se pueda imaginar: la historia de un atraco a mano armada en la que el robo tiene lugar fuera de la pantalla, páginas y páginas de diálogo que necesitan un solo plató. Pretendía ser una película de 16 mm extremadamente barata con Tarantino y sus amigos de Video Archives interpretando todos los papeles. Afortunadamente, el ambicioso productor Lawrence Bender leyó el guion de Reservoir Dogs, le fascinó y pidió a Tarantino que le concediera un mes para intentar convertirlo en esa "película de verdad". Fue Bender quien hizo llegar el guion al actor Harvey Keitel y fue el entusiasmo de este lo que atrajo a varios buenos actores y, finalmente, un presupuesto decente para la producción. Rodada en menos de un mes en Los Ángeles, con un reparto excepcional que incluía al propio Keitel (que también se encargó de coproducirla), Michael Madsen, Steve Buscemi, Tim Roth, Lawrence Tierney, Chris Penn y el propio Tarantino. Reservoir Dogs fue todo un éxito, primero en el Festival de Cine de Sundance y después en todo el mundo.
De repente, Tarantino estaba de moda y los dos guiones en los que había estado trabajando antes de Reservoir Dogs se vendieron enseguida: True Romance (Amor a quemarropa, 1992, dirigida por Tony Scott) y Natural Born Killers (Asesinos natos, reescrita y dirigida por Oliver Stone en 1993). También le ofrecieron algunos proyectos, como Speed y Men in Black, pero prefirió retirarse a Ámsterdam a trabajar en su guion de Pulp Fiction, un collage de ficción interpretado por John Travolta y Uma Thurman estrenado en 1994, que supuso otro éxito para Tarantino y varias nominaciones a premios, de los que consiguió la Palma de Oro en el Festival de Cannes, y el Óscar, Globo de Oro y BAFTA al mejor guion original.
Tras esto dirigió el cuarto episodio de Four Rooms, The Man From Hollywood, un homenaje a Alfred Hitchcock. El resto de episodios de la película fueron dirigidos por Allison Anders, Alexandre Rockwell y Robert Rodriguez. Actuó y escribió el guion de From Dusk Till Dawn, largometraje que dirigió su amigo Robert Rodriguez, y que dio lugar a dos secuelas, en las cuales Tarantino y Rodriguez solo ejercieron como productores ejecutivos.
Su tercera película fue Jackie Brown, en 1997, que escribió y dirigió. Fue una adaptación de Rum Punch, novela de Elmore Leonard. Un homenaje a las películas de blaxploitation, protagonizada por Pam Grier, quien actuó en muchas de las películas del género en los años 70, y que le valió la nominación tanto a los Globos de Oro como a los premios SAG por su papel, y el coprotagonista Robert Forster fue nominado al Óscar en la categoría de mejor actor de reparto. Completaban este reparto único Samuel L. Jackson (nominado también para un Globo de Oro), Robert De Niro, Bridget Fonda y Michael Keaton.

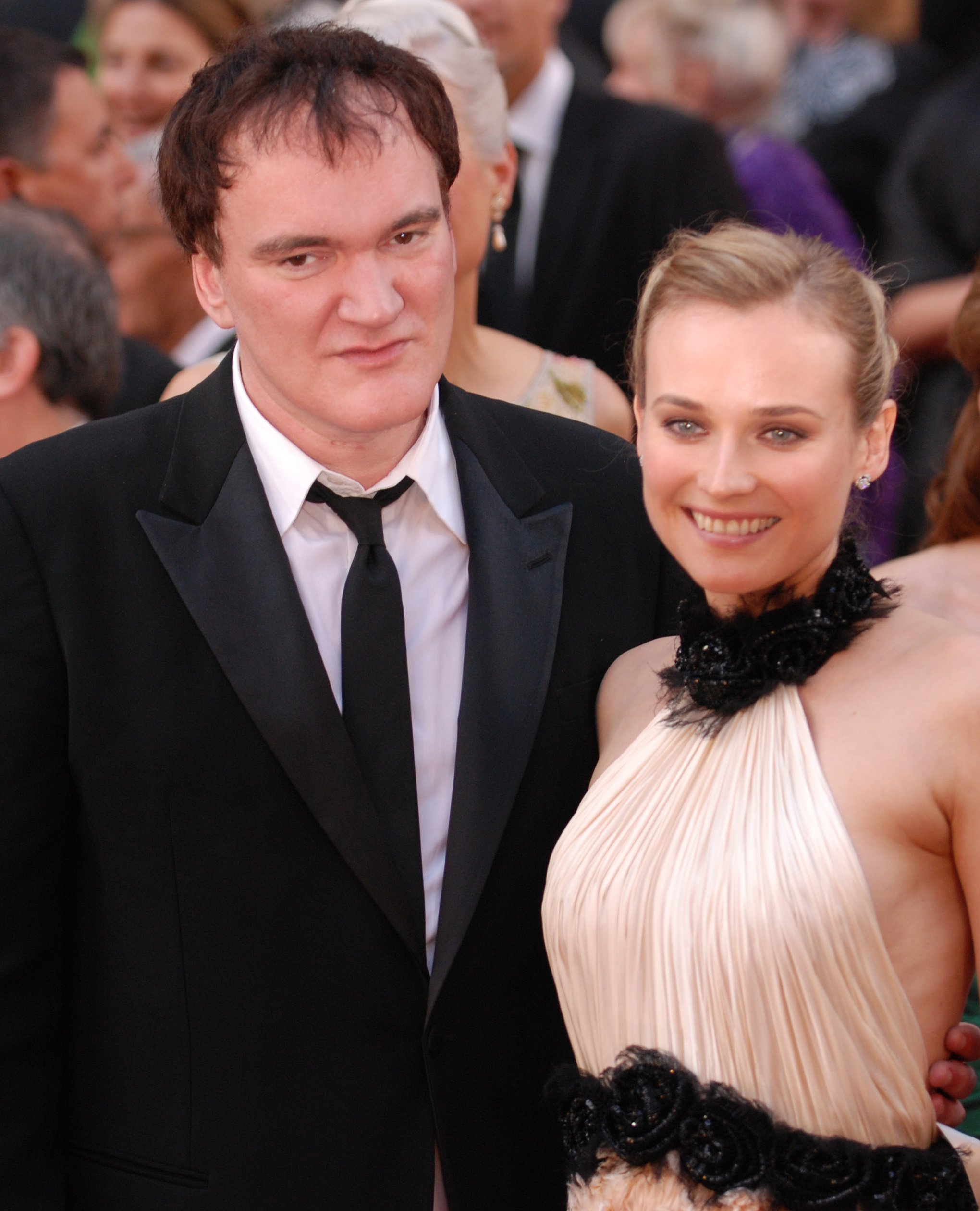
Quentin Tarantino y Diane Kruger en la ceremonia de los Óscar 2010.

Había planeado hacer a continuación una película bélica provisionalmente titulada Inglourious Basterds, pero lo pospuso para escribir y dirigir Kill Bill (estrenada en dos partes, Vol. 1 y Vol. 2), una película de venganza que tomaba elementos de Wuxia (arte marcial chino), Jidaigeki (género cinematográfico japonés) y spaghetti westerns. La protagonista de la película se basó en el personaje (la Novia) y la trama que Uma Thurman y él habían desarrollado durante el rodaje de Pulp Fiction. En 2005 Tarantino fue director invitado en Sin City, película dirigida por Frank Miller y Robert Rodriguez. En ella dirige la escena del coche protagonizada por Clive Owen y Benicio del Toro.
Su siguiente proyecto fue Grindhouse, codirigida junto a Robert Rodriguez y estrenada en 2007. Tarantino dirigió el segmento titulado Death Proof. Su rendimiento en los cines no fue el esperado a pesar de tener una crítica favorable.
A continuación llegó la película Inglourious Basterds, una historia sobre un grupo de soldados estadounidenses en la Francia ocupada por los nazis durante la Segunda Guerra Mundial. La filmación comenzó en octubre de 2008. La película se estrenó el 21 de agosto de 2009 (en Estados Unidos), cosechando críticas muy positivas y llegando al primer puesto de recaudación mundial. Es la película de Tarantino que mayor recaudación ha conseguido tanto en los Estados Unidos como a nivel mundial.
En 2011 comenzó la producción de Django Unchained, una película sobre Django, un exesclavo que es rescatado por un cazarrecompensas con el que va a rescatar a su mujer de manos del dueño de una gran plantación. La película surgió del deseo de Tarantino de hacer un spaghetti western en el sur profundo de Estados Unidos, que Tarantino ha llamado un "southern", afirmando: "Quería hacer películas que trataran del horrible pasado de Estados Unidos con la esclavitud y esas cosas, pero como lo hacen los spaghetti westerns, no como películas sobre un gran problema. Quiero hacerlo como si fueran películas de género, pero se enfrentan con todo lo que Estados Unidos nunca se ha ocupado porque se avergüenza de ello, y otros países no tratan sobre ello porque no sienten que tengan derecho a hacerlo." Tarantino terminó el guion el 26 de abril de 2011, y se lo entregó a The Weinstein Company. Christoph Waltz fue elegido para interpretar a un alemán cazador de recompensas. Para el papel protagonista se rumorearon Will Smith e Idris Elba, pero finalmente Jamie Foxx fue el elegido para hacer de Django. También estaba en el reparto Samuel L. Jackson, como Stephen, un esclavo fiel; y Leonardo DiCaprio en el papel de Calvin Candie, el dueño de la plantación Candyland, principal antagonista en la película. Se estrenó el 25 de diciembre de 2012.
En noviembre de 2013 Tarantino comentó que estaba trabajando en una nueva película, otro western, y que no sería una secuela de Django. El 12 de enero de 2014 se reveló que su título sería The Hateful Eight. Su producción debería de haber empezado en verano de 2014, pero tras filtrarse el guion, Tarantino barajó la posibilidad de no hacer la película y publicar una novela en su lugar. Comentó que el guion únicamente se lo había dejado a unos pocas personas, entre las que estaban Bruce Dern, Tim Roth y Michael Madsen, actores que intervendrían en la película. Se estrenó en Estados Unidos el 25 de diciembre de 2015, y lo hizo en España el 15 de enero de 2016. La historia gira en torno a una ventisca en las montañas de Wyoming y de cómo, huyendo de ella, se encuentran en la misma diligencia un cazarrecompensas, John Ruth "la horca" (Kurt Russell), con su prisionera Daisy Domergue (Jennifer Jason Leigh, nominada al Óscar por este papel); un cazarrecompensas afrodescendiente, el Mayor Marquis Warren (Samuel L. Jackson) y el supuesto sheriff del pueblo donde se dirigen, Red Rock, llamado Chris Mannix (Walton Goggins). Posteriormente, los cuatro pasajeros y el cochero O.B. Jackson (James Parks) llegan a la Mercería de Minnie. El mexicano Bob (Demian Bichir) comenta que la propietaria del local está ausente y él lleva el negocio mientras tanto. De modo que se refugian en el lugar junto con el ya mencionado Bob; un británico llamado Oswaldo Mobray (Tim Roth), que es el verdugo del pueblo; el vaquero Joe Gage (Michael Madsen) y un general confederado, el anciano Sanford Smithers (Bruce Dern). Las tensiones entre los personajes y sus diferentes intereses e ideologías provocarán una helada, sanguinaria y estéticamente tarantiniana, aunque progresiva, reacción en cadena. De entre los actores que forman el reparto, también habría que mencionar a Channing Tatum.
En verano de 2018 empezó el rodaje de su novena película. Estaba prevista para ser estrenada el 9 de agosto de 2019 (cuando se cumplen 50 años de los asesinatos de Charles Manson), pero finalmente se estrenó el 26 de julio de 2019 y el 15 de agosto de 2019 en España. La historia tiene lugar en el Los Ángeles de 1969, en el mejor momento de la contracultura hippie y época de transición entre el Hollywood dorado de los años 50 y 60 al Nuevo Hollywood de finales de los 60 y principios de los 70. Los dos personajes principales son Rick Dalton (Leonardo DiCaprio) antigua estrella televisiva por la serie western Bounty Law y su doble de acción Cliff Booth (Brad Pitt), un veterano de guerra. Ambos luchan por triunfar en un Hollywood que ya no reconocen, pero Rick tiene una vecina muy famosa... Sharon Tate (Margot Robbie). Con Miramax y The Weinstein Company fuera del mapa por las docenas de acusaciones de abuso y de agresión sexual hacia Harvey Weinstein todas las productoras querían entrar en el proyecto y después de una lucha entre Warner Bros., Paramount Pictures y Sony Pictures, finalmente Sony fue la afortunada. La película muestra tres estratos sociales distintos en la industria de Hollywood. Sharon Tate aun no es una estrella de cine pero está emergiendo como tal, es la estrella emergente y a su vez está casada con Roman Polanski (Rafal Zawierucha), uno de los directores del Nuevo Hollywood más cotizados del mundo y le rodean grandes estrellas como Steve McQueen (Damian Lewis). Por otra parte, Rick Dalton fue una estrella televisiva con la serie western Bounty Law, además de protagonizar la película bélica Los 14 puños de McCluskey y participar en otros westerns y series. Aunque sigue actuando, participando como villano en episodios de series de televisión como El avispón verde, protagonizada por Bruce Lee (Mike Moh) o FBI. Actualmente trabaja en Lancer, dirigida por Sam Wanamaker (Nicholas Hammond) y protagonizada por Wayne Maunder (Luke Perry) en el papel de Scott Lancer y James Stacy (Timothy Olyphant) en el papel de Johnny Madrid. También participa la niña actriz Trudi Fraser (Julia Butters). Aunque su carrera está estancada, sigue viviendo en su mansión de Beverly Hills. Por último, Cliff Booth representa ese grupo de personas que trabajan en Hollywood pero no son estrellas y no viven en Los Ángeles, vive a las afueras en una caravana con su perra Brandy. Otro elemento muy importante de la película es La Familia Manson que el 9 de agosto de 1969 asesinaron a Sharon Tate, así como a su amigo Jay Sebring (Emile Hirsch), Abigail Folger y a Wojciech Frykowski. La película ha sido descrita como una carta de amor al cine y a la ciudad de Los Ángeles y como un juego de espejos dentro de la propia industria cinematográfica de la época. Además, la película baila entre la comedia y el drama, además de presentar muchos elementos del spaguetti western y del cine de terror. Otros actores que participan en la película son: Al Pacino como Marvin Schwarz, agente de Rick Dalton; Bruce Dern como George Spahn, dueño del rancho donde vivía la Familia Manson (este papel lo iba a interpretar antes de fallecer Burt Reynolds); Kurt Russell como Randy Brooks, el coordinador de especialistas de El avispón verde; Zoe Bell como Janet, la esposa de Randy; Austin Butler, Mikey Madison y Madisen Beaty como los asesinos Tex Watson, Susan Atkins y Patricia Krenwinkel, respectivamente; Damon Herriman como Charles Manson; Margaret Qualley como Pussycat y Dakota Fanning como Squeaky Fromme, entre otros.

### Productor
En los últimos años, Tarantino ha utilizado su poder en Hollywood para dar a películas pequeñas y extranjeras más atención de la que recibirían de otra manera. Estas películas llevan por lo general la etiqueta "Presentado por Quentin Tarantino" o "Quentin Tarantino Presenta". La primera de estas producciones fue en 2001 la película de artes marciales de Hong Kong Iron Monkey, que recaudó más de $14 millones en los Estados Unidos, siete veces su presupuesto. En el año 2004 llevó la película china de artes marciales Hero a Estados Unidos. Llegó a alcanzar el #1 de recaudación en su apertura a la taquilla ganando $53.5 millones. En 2006, la última producción "Quentin Tarantino Presenta", Hostel, alcanzó en su fin de semana de apertura el #1 en la taquilla con una recaudación inicial de $20.1 millones. En 2006 presentó Thai Dragon, y también es productor de la película Hostel: Part II (2007). En 2008 produjo Hell Ride (escrita y dirigida por Larry Bishop, que apareció en Kill Bill Vol. 2). También fue productor de la adaptación de la novela de Elmore Leonard, Killshot (donde está acreditado como productor ejecutivo, aunque Tarantino no estuvo asociado con la película a partir de su estreno en 2009). También brindó apoyo a la película El hombre de los puños de hierro, el debut como director de RZA, la cual se estrenó el 2 de noviembre de 2012 en Estados Unidos.
Además, en 1995 Tarantino creó Rolling Thunder Pictures junto con Miramax como un vehículo para lanzar o volver a lanzar varias películas independientes y extranjeras. En 1997, Miramax cerró la empresa debido a la "falta de interés" en las películas publicadas. Las siguientes películas fueron publicadas por Rolling Thunder Pictures: Chungking Express (1994, dir. Wong Kar-wai), Switchblade Sisters (1975, dir. Jack Hill), Sonatine (1993, dir. Takeshi Kitano), Hard Core Logo (1996, dir. Bruce McDonald), The Mighty Peking Man (1977, dir. Ho Meng-Hua), Detroit 9000 (1973, dir. Arthur Marks), El más allá (1981, dir. Lucio Fulci) and Curdled (1996, dir. Reb Braddock).

### Otros proyectos potenciales
Antes de Inglourious Basterds, Quentin Tarantino había pensado en hacer una película sobre los hermanos Vega, que contaría con Michael Madsen y John Travolta retomando sus papeles de Vic Vega (Sr. Rubio) de Reservoir Dogs y Vincent Vega de Pulp Fiction. Sin embargo, en 2007, debido a la edad de los actores y las muertes de ambos personajes en pantalla, afirmó que el proyecto (que tenía la intención de llamarla Double V Vega) "es muy improbable ahora".
En 2009, en una entrevista para la televisión italiana, tras preguntársele sobre el éxito de las dos películas de Kill Bill, Tarantino dijo: "No me han preguntado acerca de la tercera", e insinuaba que iba a hacer una tercera película Kill Bill con las palabras «¡La Novia volverá a pelear!». Más tarde ese año, en el Festival Internacional de Cine de Morelia, Tarantino anunció que le gustaría hacer la película Kill Bill: Vol. 3. Explicó que quería dejar pasar diez años entre el último conflicto de la novia, a fin de dar a ella y a su hija un período de paz.
En 2023, Tarantino a sus 60 años publica su libro Cinema Speculation, donde recoge una serie de ensayos que Tarantino ha escrito a lo largo de su carrera sobre películas, directores y actores que lo han influenciado.

## Vida personal
Tarantino se ha vinculado sentimentalmente con la actriz estadounidense Mira Sorvino, las directoras de cine Allison Ander y Sofia Coppola, la actriz Julie Dreyfus y las comediantes Kathy Griffin y Margaret Cho. Mantuvo una relación de cuatro años con la actriz australiana de origen turco Didem Erol. También ha habido rumores acerca de su relación con Uma Thurman, a quien se refería como «su musa». Sin embargo, Tarantino ha afirmado que su relación es estrictamente platónica.
Tarantino declaró: «No estoy diciendo que nunca vaya a casarme o tener un hijo antes de que tenga 60 años. Pero he tomado la decisión, por ahora, de ir por este camino solo. Este es mi tiempo para hacer películas». También ha declarado que planea retirarse del mundo del cine a los 60 años, para centrarse en escribir novelas y en la literatura cinematográfica. También se muestra contrario al rumbo hacia lo digital de la industria del cine, diciendo: «Si llega un día en el que no puedas ver películas de 35 mm en los cines y todo sea proyección digital, ni siquiera voy a llegar a los 60».
El 18 de febrero de 2010, Tarantino compró el New Beverly Cinema, un viejo cine de repertorio que data de 1920. Tarantino permitió a los actuales propietarios seguir llevando la sala, pero de vez en cuando hará sugerencias de programación. Tarantino dijo: «Mientras yo esté vivo, y mientras sea rico, el New Beverly estará allí, proyectando películas rodadas en 35 mm».
El 30 de junio de 2017, Tarantino se comprometió con la cantante israelí Daniella Pick. Se conocieron cuando Tarantino se encontraba en Israel promocionando Inglourious Basterds en 2009. Se casaron el 28 de noviembre de 2018 en una ceremonia judía. En agosto de 2019 anunció que sería padre por primera vez. Su hijo nació el 22 de febrero de 2020. En febrero de 2022 se hizo público que su esposa estaba embarazada por segunda vez. El 2 de julio de 2022 nació su hija. La pareja reside en Ramat Aviv Gimel, Tel Aviv.

## Controversias

### Harvey Weinstein
En octubre de 2017, Tarantino habló en una entrevista para The New York Times sobre las acusaciones por acoso sexual contra el productor Harvey Weinstein, con quien Tarantino había trabajado en la mayoría de sus películas. Tarantino admitió que sabía sobre la conducta de Weinstein por lo menos desde mediados de la década de 1990, cuando su novia en ese entonces, Mira Sorvino, le contó sobre su experiencia con Weinstein. Tarantino criticó su propia falta de acción con respecto a la conducta de Weinstein y admitió que "sabía lo suficiente como para hacer más de lo que hice". El autor estadounidense Anthony Bourdain acusó a Tarantino de ser cómplice en los escándalos por abuso sexual de Weinstein.

### Roman Polański
En febrero de 2018, se redifundió un audio de una entrevista de 2003 en The Howard Stern Show durante la cual Tarantino defendió a Roman Polański con respecto a su caso de abuso sexual de 1977. Tarantino declaró: "No violó a una niña de 13 años de edad. Fue estupro. Para mí, cuando se usa la palabra violación se habla de violencia". Dijo que la víctima, Samantha Geimer, estaba "dispuesta a enfiestarse con Roman" y "quería hacerlo".
Después de que esas declaraciones se difundieron masivamente, Tarantino pidió disculpas y declaró: "La Srta. Geimer fue violada por Roman Polański. Cuando Howard mencionó a Polański yo hice incorrectamente del abogado del diablo en el debate solo para ser provocativo... Así que, Srta. Geimer, fui un ignorante e insensible, y sobre todo, incorrecto.

### Epítetos raciales
Spike Lee cuestionó el uso de Tarantino de epítetos raciales en sus películas, sobre todo el epíteto racial ofensivo "nigger". En una entrevista a Variety sobre Jackie Brown, Lee dijo: "Yo no estoy en contra de la palabra, y la uso, pero no excesivamente. Y alguna gente habla así, pero Quentin está enamorado de la palabra. ¿Qué es lo que quiere? ¿Que le hagan negro honorario?". Tarantino respondió en el talk-show de Charlie Rose afirmando:

Como escritor, exijo el derecho a escribir cualquier cosa en el mundo que quiera escribir. Exijo el derecho a ser ellos, exijo el derecho a pensar en ellos y exijo el derecho a decir la verdad de como los veo, ¿de acuerdo? Y decir que yo no puedo hacer eso porque soy blanco, pero los hermanos Hughes pueden hacerlo porque son negros, eso es racista. Ese es el corazón del racismo. Y yo no acepto eso ... Es como un segmento de la comunidad negra que vive en Compton, que vive en Inglewood, donde transcurre la acción de Jackie Brown, que vive en Carson, así es como ellos hablan. Estoy diciendo la verdad. No se cuestionó si yo era negro, y me molesta que me lo pregunten porque soy blanco. Tengo derecho a decir la verdad. No tengo derecho a mentir.

Samuel L. Jackson, quien ha aparecido en películas de ambos directores, defendió el uso de la palabra por parte de Tarantino, y también afirmó estar cansado de que Lee actuara como si fuera un cargo electo y pudiera hablar en nombre de toda la gente negra. En el Festival de Cine de Berlín, donde Jackie Brown se estaba exhibiendo, Jackson respondió a las críticas de Lee, diciendo:

No creo que la palabra resulte ofensiva en el contexto de esta película ... Los artistas negros piensan que son los únicos autorizados a usar la palabra. Bueno, eso es una tontería. Jackie Brown es un homenaje maravilloso a las películas de blaxploitation. Es una buena película, y Spike lleva años sin hacer una buena película. Si yo digo la palabra, está bien, pero porque Tarantino la ha escrito, ¿ya no está bien?

Tarantino ha defendido su uso de la palabra, con el argumento de que las audiencias negras tienen una apreciación de las películas blaxploitation, que tanto le influyeron, que escapa a algunos de sus críticos, y, de hecho, que Jackie Brown, se hizo principalmente para "público negro".
Según un artículo de la revista Premiere en 1995, el actor Denzel Washington también se enfrentó con Tarantino debido al uso de insultos raciales en sus películas, aunque añadió que le consideraba un "gran artista".

## Influencias y estilo

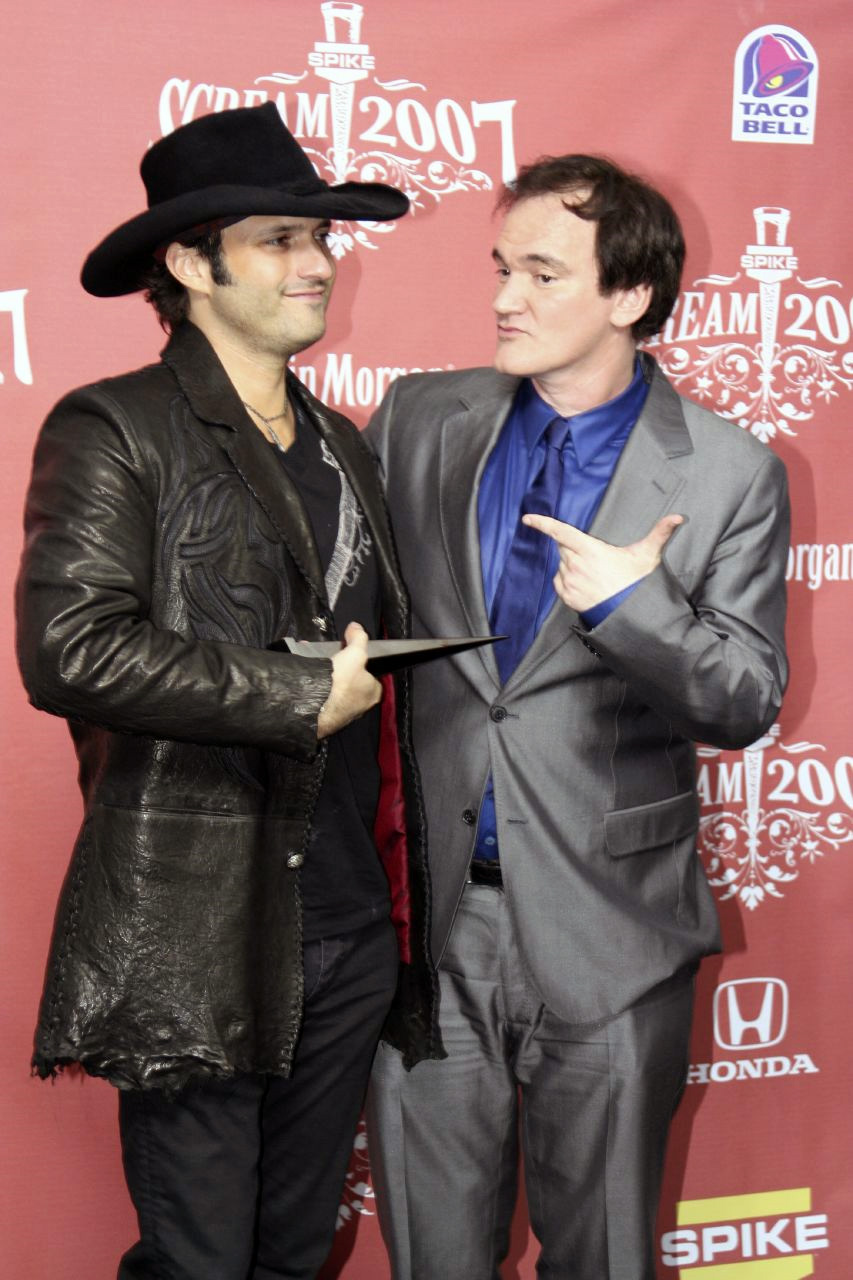
Robert Rodriguez y Tarantino en el año 2007. Ambos han colaborado en varios filmes

Tarantino ha creado un estilo propio y único, que combina los estilos de sus géneros favoritos, haciendo de él uno de los más puros Auteurs recientes.[cita requerida] Él expresa sus películas exactamente desde su punto de vista: por ejemplo, en Kill Bill, combinó el estilo de las películas de kung fu de Sonny Chiba y los spaghetti westerns de Sergio Leone. Tarantino es el primero en decir que está fuertemente inspirado en la trama y en el estilo por sus películas favoritas; y logra rendir homenaje a estas, pero aun así sus películas tienen un toque único y propio.[cita requerida] La música también es una parte muy importante de su estilo de filmación, y ha sido reconocido por ello con el premio Music and Film en los Critics' Choice Awards en 2011.
En 2002, en la encuesta de directores de la revista Sight & Sound, Tarantino reveló sus doce películas favoritas: El bueno, el feo y el malo; Río Bravo; Taxi Driver; His Girl Friday; El expreso de Corea; Todos rieron; The Great Escape; Carrie; Coffy; Dazed and Confused; Five Fingers of Death; y Casados sin casa. En 2009 afirmó que la película de acción de Kinji Fukasaku Battle Royale era su película favorita de las estrenadas desde que se convirtiera en director en 1992.
El primer largometraje de Tarantino, Reservoir Dogs, estuvo influenciado por Blood Simple de los hermanos Coen tanto en la idea de financiar el proyecto mediante financiación colectiva como en su género: "Quería que fuese un art film basado en filmes de género, como Blood Simple", explicó Tarantino.
En agosto de 2007, mientras impartía un curso de cine de cuatro horas durante el 9.º Festival Internacional de Cine de Cinemanila en Manila, Tarantino citó a los directores filipinos Cirio Santiago, Eddie Romero y Gerardo de León como iconos personales de la década de los 70, citando las películas de vampiros y de la esclavitud en las mujeres de De León, especialmente la película Woman in cages, y describió la escena final como una "desesperación devastadora".
El actor Steve Buscemi ha descrito el estilo de Tarantino a la hora de hacer cine como "lleno de energía" y "concentrado", un estilo que le ha granjeado muchos elogios en todo el mundo. Sobre el humor, Tarantino ha dicho: "Una de las cosas que intento hacer [en mis películas] es conseguir que la gente se ría de cosas que no son graciosas. No estoy diciendo que lo escriba como una comedia, pero ahí hay risas".
Cuando le preguntaron si es posible aprender a hacer cine y dirigir películas simplemente viendo películas y sin estudios formales, respondió:

Sabes, es gracioso, para mí la mayoría de las escuelas de cine no te enseñan lo que necesitas para crear tu propia estética, tu propio estilo. Y en realidad parte de convertirse en un artista es descubrir tu estilo. Pueden enseñar a sincronizar la banda sonora con las imágenes, o puede ser que te enseñen algunos trucos diferentes de edición o "Oh, puedes hacer esto con una cámara" y te mostrarán algunas películas. Pero parte de convertirse en un artista es descubrir tu estilo, cuando empiezas "me gusta esto, pero no me gusta esto otro...". Pero luego empiezas a darte cuenta de la diferencia entre un buen trabajo y un mal trabajo, no solo "me gusta esto, pero no me gusta esto otro...". Y entonces comienzas a afinar tu estilo, y ya solo es ponerlo en práctica.

## Filmografía

### Director
- Reservoir Dogs (1992)
- Pulp Fiction (1994)
- Jackie Brown (1997)
- Kill Bill: Volumen 1 (2003)
- Kill Bill: Volumen 2 (2004)
- Death Proof (2007)
- Inglourious Basterds (2009)
- Django Unchained (2012)
- The Hateful Eight (2015)
- Once Upon a Time in Hollywood (2019)

### Actor
| Título                    | Año       | Papel                                                            | Notas                                      |
| ------------------------- | --------- | ---------------------------------------------------------------- | ------------------------------------------ |
| Reservoir Dogs            | 1992      | Sr. Brown                                                        | Director                                   |
| Eddie Presley             | 1992      | Empleado del manicomio                                           |                                            |
| Pulp Fiction              | 1994      | Jimmie                                                           | Director                                   |
| Duerme conmigo            | 1994      | Sid                                                              |                                            |
| Alguien a quien amar      | 1994      | Camarero                                                         |                                            |
| Johnny Destiny            | 1995      | Johnny Destiny                                                   |                                            |
| Desperado                 | 1995      | Chico del Pick-up                                                |                                            |
| Four Rooms                | 1995      | Chester                                                          | Segmento "The Man from Hollywood" Director |
| From Dusk Till Dawn       | 1996      | Richard Gecko                                                    | Guionista                                  |
| Girl 6                    | 1996      | Director n.º 1                                                   |                                            |
| Curdled                   | 1996      | Richard Gecko                                                    |                                            |
| Little Nicky              | 2000      | Deacon                                                           |                                            |
| Alias                     | 2002-2004 | McKenas Cole                                                     | Cuatro episodios                           |
| The Muppets' Wizard of Oz | 2005      | Sí mismo - Director de Kermit                                    |                                            |
| Planet Terror             | 2007      | Violador - Zombi                                                 |                                            |
| Death Proof               | 2007      | Warren                                                           | Director                                   |
| Sukiyaki Western Django   | 2007      | Piringo                                                          |                                            |
| Inglourious Basterds      | 2009      | Primer soldado nazi / Soldado estadounidense en 'Pride of Nation | Director                                   |
| Django Unchained          | 2012      | Empleado de Le Quint Dickey Mining Co. / Robert                  | Director                                   |
| Lío en Broadway           | 2014      | Sí mismo                                                         |                                            |
| The Hateful Eight         | 2015      | Narrador                                                         | Director                                   |

### Cortometrajes
| Año  | Título                    | Notas |
| ---- | ------------------------- | ----- |
| 1987 | My Best Friend's Birthday |       |

## Colaboradores recurrentes
| Actores           | Reservoir Dogs (1992) | Pulp Fiction (1994) | Jackie Brown (1997) | Kill Bill (2003) | Death Proof (2007) | Inglourious Basterds (2009) | Django Unchained (2012) | The Hateful Eight (2015) | Once Upon a Time in Hollywood (2019) |
| ----------------- | --------------------- | ------------------- | ------------------- | ---------------- | ------------------ | --------------------------- | ----------------------- | ------------------------ | ------------------------------------ |
| Laura Cayouette   |                       |                     |                     | ✘                |                    |                             | ✘                       |                          |                                      |
| Julie Dreyfus     |                       |                     |                     | ✘                |                    | ✘                           |                         |                          |                                      |
| Leonardo DiCaprio |                       |                     |                     |                  |                    |                             | ✘                       |                          | ✘                                    |
| Sid Haig          |                       |                     | ✘                   | ✘                |                    |                             |                         |                          |                                      |
| Michael Bowen     |                       |                     | ✘                   | ✘                |                    |                             |                         |                          |                                      |
| Samuel L. Jackson |                       | ✘                   | ✘                   | ✘ (Cameo)        |                    | ✘ (Solo voz)                | ✘                       | ✘                        |                                      |
| Harvey Keitel     | ✘                     | ✘                   |                     |                  |                    | ✘ (Voz telefónica)          |                         |                          |                                      |
| Michael Madsen    | ✘                     |                     |                     | ✘                |                    |                             |                         | ✘                        | ✘                                    |
| James Parks       |                       |                     |                     | ✘                | ✘                  |                             | ✘                       | ✘                        |                                      |
| Zoë Bell          |                       |                     |                     | ✘ (Doble)        | ✘                  | ✘ (Doble)                   | ✘                       | ✘                        | ✘                                    |
| Michael Parks     |                       |                     |                     | ✘                |                    |                             | ✘                       |                          |                                      |
| Tim Roth          | ✘                     | ✘                   |                     |                  |                    |                             |                         | ✘                        | ✘                                    |
| Kurt Russell      |                       |                     |                     |                  | ✘                  |                             |                         | ✘                        | ✘                                    |
| Steve Buscemi     | ✘                     | ✘                   |                     |                  |                    |                             |                         |                          |                                      |
| David Steen       | ✘                     |                     |                     |                  |                    |                             | ✘                       |                          |                                      |
| Brad Pitt         |                       |                     |                     |                  |                    | ✘                           | ✘ (como productor)      |                          | ✘                                    |
| Bo Svenson        |                       |                     |                     | ✘                |                    | ✘                           |                         |                          |                                      |
| Uma Thurman       |                       | ✘                   |                     | ✘                | ✘                  |                             |                         |                          |                                      |
| Christoph Waltz   |                       |                     |                     |                  |                    | ✘                           | ✘                       |                          |                                      |
| Walton Goggins    |                       |                     |                     |                  |                    |                             | ✘                       | ✘                        |                                      |
| Bruce Dern        |                       |                     |                     |                  |                    |                             | ✘                       | ✘                        | ✘                                    |
| Lee Horsley       |                       |                     |                     |                  |                    |                             | ✘                       | ✘                        |                                      |
| Quentin Tarantino | ✘                     | ✘                   | ✘ (Voz telefónica)  | ✘ (cameo)        | ✘                  | ✘ (cameo)                   | ✘ (cameo)               | ✘ (Solo voz)             | ✘ (cameo)                            |

## Premios y nominaciones

### Premios Óscar

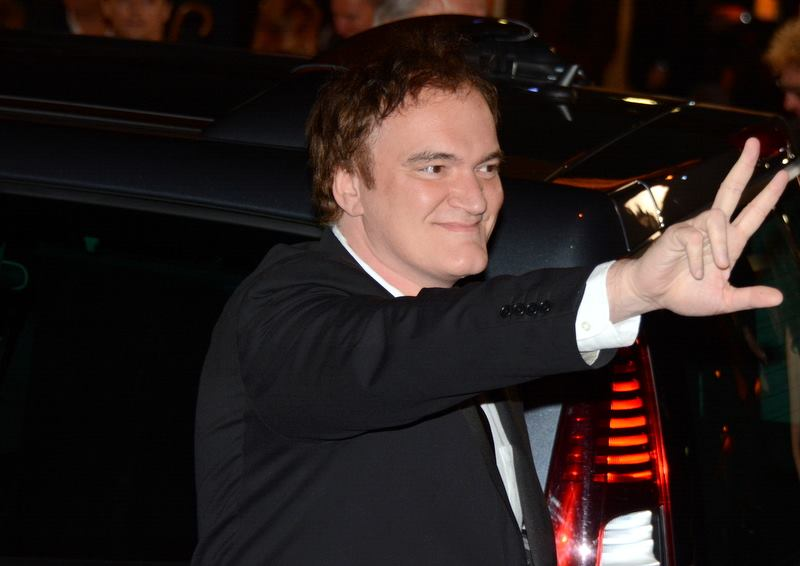
Tarantino en los Premios César de 2014.

Premios Óscar
| Año  | Categoría            | Película                      | Resultado |
| ---- | -------------------- | ----------------------------- | --------- |
| 1995 | Mejor director       | Pulp Fiction                  | Nominado  |
| 1995 | Mejor guion original | Pulp Fiction                  | Ganador   |
| 2010 | Mejor director       | Inglourious Basterds          | Nominado  |
| 2010 | Mejor guion original | Inglourious Basterds          | Nominado  |
| 2013 | Mejor guion original | Django Unchained              | Ganador   |
| 2020 | Mejor película       | Once Upon a Time in Hollywood | Nominado  |
| 2020 | Mejor guion original | Once Upon a Time in Hollywood | Nominado  |
| 2020 | Mejor director       | Once Upon a Time in Hollywood | Nominado  |

### Globos de Oro
| Año  | Categoría      | Película                      | Resultado |
| ---- | -------------- | ----------------------------- | --------- |
| 1995 | Mejor director | Pulp Fiction                  | Nominado  |
| 1995 | Mejor guion    | Pulp Fiction                  | Ganador   |
| 2010 | Mejor director | Inglourious Basterds          | Nominado  |
| 2010 | Mejor guion    | Inglourious Basterds          | Nominado  |
| 2013 | Mejor director | Django Unchained              | Nominado  |
| 2013 | Mejor guion    | Django Unchained              | Ganador   |
| 2015 | Mejor guion    | The Hateful Eight             | Nominado  |
| 2020 | Mejor director | Once Upon a Time in Hollywood | Nominado  |
| 2020 | Mejor guion    | Once Upon a Time in Hollywood | Ganador   |

### Premios BAFTA
| Año  | Categoría                                                               | Película                                                                | Resultado |
| ---- | ----------------------------------------------------------------------- | ----------------------------------------------------------------------- | --------- |
| 1995 | Mejor director                                                          | Pulp Fiction                                                            | Nominado  |
| 1995 | Mejor guion original                                                    | Pulp Fiction                                                            | Ganador   |
| 1995 | Mejor película                                                          | Pulp Fiction                                                            | Nominado  |
| 2010 | Mejor director                                                          | Inglourious Basterds                                                    | Nominado  |
| 2010 | Mejor guion original                                                    | Inglourious Basterds                                                    | Nominado  |
| 2012 | Premio Britannia John Schlesinger por excelencia artística en dirección | Premio Britannia John Schlesinger por excelencia artística en dirección | Ganador   |
| 2013 | Mejor director                                                          | Django Unchained                                                        | Nominado  |
| 2013 | Mejor guion original                                                    | Django Unchained                                                        | Ganador   |
| 2016 | Mejor guion original                                                    | The Hateful Eight                                                       | Nominado  |
| 2020 | Mejor director                                                          | Once Upon a Time in Hollywood                                           | Nominado  |
| 2020 | Mejor guion original                                                    | Once Upon a Time in Hollywood                                           | Nominado  |
| 2020 | Mejor película                                                          | Once Upon a Time in Hollywood                                           | Nominado  |

### Premios Emmy
| Año  | Categoría                         | Película     | Resultado |
| ---- | --------------------------------- | ------------ | --------- |
| 2006 | Mejor dirección - Serie dramática | Grave Danger | Nominado  |

### Festival de Cannes
| Año  | Categoría    | Película                      | Resultado |
| ---- | ------------ | ----------------------------- | --------- |
| 1994 | Palma de Oro | Pulp Fiction                  | Ganador   |
| 2007 | Palma de Oro | Death Proof                   | Nominado  |
| 2009 | Palma de Oro | Inglourious Basterds          | Nominado  |
| 2019 | Palma de Oro | Once Upon a Time in Hollywood | Nominado  |

### Festival de Cine de Sitges
| Año  | Categoría                 | Película       | Resultado |
| ---- | ------------------------- | -------------- | --------- |
| 1992 | Mejor director            | Reservoir Dogs | Ganador   |
| 1992 | Mejor guion               | Reservoir Dogs | Ganador   |
| 1996 | Premio Máquina del Tiempo | -              | Ganador   |

### Premios Grammy
| Año  | Categoría                                                                               | Película                      | Resultado |
| ---- | --------------------------------------------------------------------------------------- | ----------------------------- | --------- |
| 2003 | Mejor álbum de banda sonora compilada para una película, televisión u otro medio visual | Kill Bill: Volumen 1          | Nominado  |
| 2004 | Mejor álbum de banda sonora compilada para una película, televisión u otro medio visual | Kill Bill: Volumen 2          | Nominado  |
| 2009 | Mejor álbum de banda sonora compilada para una película, televisión u otro medio visual | Inglourious Basterds          | Nominado  |
| 2013 | Mejor banda sonora compilada para medios visuales                                       | Django Unchained              | Nominado  |
| 2019 | Mejor banda sonora compilada para medios visuales                                       | Once Upon a Time in Hollywood | Nominado  |

### Premios Golden Raspberry
| Año  | Categoría             | Película            | Resultado |
| ---- | --------------------- | ------------------- | --------- |
| 1996 | Peor actor de reparto | From Dusk Till Dawn | Nominado  |

Otros
- Reservoir Dogs ganó el Premio de la Crítica en el 4.º Yubari International Fantastic Film Festival en 1993.[82]
- En 2005, Quentin Tarantino ganó el premio a Icono de la Década en la 10.ª edición de los Premios Empire.[83]
- El 15 de agosto de 2007, la presidenta de Filipinas Gloria Macapagal-Arroyo entregó a Tarantino un premio por su trayectoria en el Palacio de Malacañán en Manila.[84]
- En marzo de 2010, Tarantino fue premiado con la Orden al Mérito de la República de Hungría junto con Lucy Liu y Andy Vajna por la producción del documental de 2006 Freedom's Fury.[85]
- En febrero de 2011, Tarantino recibió un César Honorífico de la Academia del Cine Francés.[86]
- En 2011 recibió el premio Music and Film (música y cine) en los Critics' Choice Awards.[66]

## Recepción y crítica
| Película             | Rotten Tomatoes | Rotten Tomatoes | Metacritic | IMDb |
| Película             | Todas           | Top             | Metacritic | IMDb |
| -------------------- | --------------- | --------------- | ---------- | ---- |
| Reservoir Dogs       | 91 %            | 94 %            | 78         | 8.4  |
| Pulp Fiction         | 92 %            | 96 %            | 94         | 8.9  |
| Jackie Brown         | 87 %            | 61 %            | 64         | 7.6  |
| Kill Bill Vol. 1     | 84 %            | 81 %            | 69         | 8.1  |
| Kill Bill Vol. 2     | 84 %            | 89 %            | 83         | 8.0  |
| Death Proof          | 64 %            | -               | -          | 7.2  |
| Inglourious Basterds | 88 %            | 88 %            | 69         | 8.3  |
| Django Unchained     | 86 %            | 91 %            | 81         | 8.5  |
| The Hateful Eight    | 74 %            |                 | 68         | 7.8  |